# 高阳岱西山战斗
高阳岱西山战斗（英語：Battle for Outpost Kelly）是朝鲜战争中中国人民志愿军1952年秋季战术反击的一次战斗。

## 背景
高阳岱北山，又称194高地、Outpost Kelly，1952年7月下旬由美3师65团一部进占。随后志愿军39军与其争夺五天后主动撤离。9月17日时，驻守此山的是美65团C连。

## 经过
从9月16日至18日，志愿军炮兵对高阳岱西山阵地进行破坏性射击。18日20时5分，志愿军348团以5个排的兵力，在35门火炮支援下分四路强袭高地，20分钟后志愿军即攻占阵地，随后在高地上布置了一个连，并以8个炮兵连支援战斗。
9月20日清晨，美65团2营长Betances上校命E连的两个排对高地进行反击。其中的一个排一度在连长Albert C. Davies率领下冲上山顶。这次反击以失败告终。
9月20日夜，美65团1营以A，C连发起反击，B连作为支援。B连在支援途中遭遇志愿军炮火毁灭性袭击，仅存26人。这次反击持续至次日夜，在高地上A,B,C连合计伤亡70余人，最终被击退。随后65团1营被3营换下。
美军以第3营于9月24日凌晨发起了最后一次反击。这个营派出了K连和L连出战，至8时又派上I连，共伤亡140人，于当晚结束战斗。

## 后续

### 伤亡
志愿军伤亡53人，估计杀伤美军600人。美军实际战损350人。

### 美军的反思
美65团团长Cordero上校把部队表现不佳的原因归为轮换制度。从1952年1月至9月，全团轮换8700人，包括1700名军官。

## 引用
1. ↑  中国人民解放军军事科学院, 抗美援朝战争史 第三卷, 北京: 中国人民解放军军事科学院出版社, 2000, ISBN 0-7864-1980-6
2. 1 2 3 4  Hermes, Walter G. Truce Tent and Fighting Front. Washington, DC: Center of Military History United States Army. 1992
3. 1 2 3  中国人民解放军军事科学院, 抗美援朝战争史 第二卷, 北京: 中国人民解放军军事科学院出版社, 2000, ISBN 0-7864-1980-6